# Acacia choriophylla
Acacia choriophylla är en ärtväxtart som beskrevs av George Bentham. Acacia choriophylla ingår i släktet akacior, och familjen ärtväxter. Inga underarter finns listade i Catalogue of Life.